# Peter Häggström
Peter Häggström (Malmö, 27 gennaio 1976) è un ex lunghista svedese.

## Biografia
Ha partecipato ai Giochi olimpici di Sydney 2000 classificandosi 24º nel salto in lungo.
Al termine dell'attività agonistica ha iniziato a lavorare per la televisione di stato svedese SVT.
Nel novembre 2009 ha fatto coming out come omosessuale.